# Bogusław Bębenek
Bogusław Bębenek (ur. 17 lipca 1954 w Ostrowi Mazowieckiej) – doktor nauk społecznych, generał brygady Wojska Polskiego w stanie spoczynku.
W latach 1974–1978 był podchorążym Wyższej Szkoły Oficerskiej Wojsk Inżynieryjnych im. gen. Jakuba Jasińskiego we Wrocławiu.
Po promocji oficerskiej pełnił służbę w macierzystej uczelni na stanowisku dowódcy plutonu Szkoły Chorążych oraz dowódcy kompanii maszyn inżynieryjnych WSO. Od 1983 służył w 2 batalionie inżynieryjnym jako dowódca kompanii saperów, a następnie – w latach 1988–1989 – w 1 batalionie saperów na stanowisku szefa sztabu – zastępcy dowódcy batalionu.
Od roku 1989, kiedy rozpoczął roczną praktykę w Dowództwie Warszawskiego Okręgu Wojskowego, jego służba była związana z Szefostwem Wojsk Inżynieryjnych, gdzie pełnił służbę na różnych stanowiskach – od starszego oficera, przez głównego specjalistę i szefa Oddziału Szkolenia, po szefa Wojsk Inżynieryjnych. W tym czasie ukończył liczne szkolenia i kursy, łącznie z Podyplomowymi Studiami Polityki Obronnej w Akademii Obrony Narodowej (2007).
W okresie od 1 lipca do 5 listopada 2007 roku dowodził 1 Brzeską Brygadą Saperów im. Tadeusza Kościuszki w Brzegu. Od listopada 2007 roku ponownie objął stanowisko Szefa Wojsk Inżynieryjnych w Dowództwie Wojsk Lądowych.
8 sierpnia 2011 roku został wyznaczony na stanowisko szefa Inżynierii Wojskowej Sztabu Generalnego Wojska Polskiego.
26 marca 2013 na podstawie złożenia rozprawy doktorskiej oraz egzaminów doktorskich, uchwałą Rady Wydziału Zarządzania i Dowodzenia Akademii Obrony Narodowej uzyskał stopień naukowy doktora nauk społecznych w dyscyplinie nauki o obronności.
W związku z wprowadzeniem nowego Systemu Kierowania i Dowodzenia Siłami Zbrojnymi RP, od 1 stycznia 2014 roku do końca zawodowej służby wojskowej pełnił funkcję Szefa Zarządu Inżynierii Wojskowej Dowództwa Generalnego Rodzajów Sił Zbrojnych. 17 lipca 2014 roku w związku z osiągnięciem wieku emerytalnego przeszedł w stan spoczynku. Od początku września 2014 do końca września 2016 zajmował stanowisko Adiunkta – Profesora Wizytującego na Wydziale Zarządzania i Dowodzenia Akademii Obrony Narodowej. 
Od października 2016 roku związany z Wydziałem Nauk Politycznych Akademii Humanistycznej im. Aleksandra Gieysztora w Pułtusku.
W latach 2008–2016 Prezes Stowarzyszenia Saperów Polskich.

## Awanse generalskie
- generał brygady – 9 sierpnia 2011[1]

## Ordery i odznaczenia
- Krzyż Kawalerski Orderu Odrodzenia Polski (2013)[2]
- Złoty Krzyż Zasługi
- Srebrny Krzyż Zasługi
- Złoty Medal „Za zasługi dla obronności kraju”
- Złoty Medal „Siły Zbrojne w Służbie Ojczyzny”
- Srebrny Medal „Za zasługi dla obronności kraju”
- Srebrny Medal „Siły Zbrojne w Służbie Ojczyzny”
- Brązowy Medal „Za zasługi dla obronności kraju”
- Brązowy Medal „Siły Zbrojne w Służbie Ojczyzny”
- Odznaka Honorowa "Zasłużony dla Stowarzyszenia Saperów Polskich" (2023)[3]